# Taras Mykolaiovych Stepanenko
Taras Mykolaiovych Stepanenko (tiếng Ukraina: Тарас Миколайович Степаненко; sinh ngày 8 tháng 8 năm 1989) là một cựu cầu thủ bóng đá người Ukraina, từng thi đấu ở vị trí tiền vệ phòng ngự cho Shakhtar Donetsk và đội tuyển bóng đá quốc gia Ukraina.
Stepanenko bắt đầu sự nghiệp tại Metalurh Zaporizhzhia, anh có trận ra mắt vào năm 2007 rồi gia nhập Shakhtar vào năm 2010.

## Sự nghiệp câu lạc bộ

### Metalurh Zaporizhzhia
Taras bắt đầu sự nghiệp với Metalurh Zaporizhzhia, anh thi đấu cho đội trẻ 16 trận và ghi một bàn ở mùa giải 2006–07, rồi được đẩy lên đội một đá ở phần còn lại của mùa bóng.
Anh có trận ra mắt đội một vào ngày 4 tháng 3 năm 2007 năm 17 tuổi trong trận thua 3–1 trước Dynamo Kyiv. Anh kết thúc mùa giải đầu tiên ở đội một với 12 lần ra sân.
Ở mùa giải thứ hai, anh ghi bàn thắng đầu tiên cho câu lạc bộ vào ngày 21 tháng 7 năm 2007 trong trận thắng 1–0 ở giải Ngoại hạng Ukraina trước Kryvbas. Khi ghi bàn, chỉ chưa đầy một tháng là đến sinh nhật 18 tuổi của anh. Anh tiếp tục có 23 trận thi đấu cho câu lạc bộ ở mùa giải ấy với một bàn thắng.
Ở mùa giải thứ ba, anh trở thành nhân tố nòng cốt của đội khi có 29 trận ra sân cho câu lạc bộ.
Ở mùa giải tiếp theo, anh thi đấu 17 trận cho câu lạc bộ. Cuối mùa giải ấy, anh đồng ý thỏa thuận gia nhập đội bóng đương kim vô địch Ngoại hạng Ukraina Shakhtar Donetsk. Anh có tổng cộng 81 lần ra sân cho đội một của Metalurh và ghi một bàn thắng.

### Shakhtar Donetsk

#### 2010–11
Ngày 11 tháng 5 năm 2010, tiền vệ này ký hợp đồng năm năm với Shakhtar Donetsk với chi tiết không được tiết lộ, anh rời Metalurh Zaporizhzhia cùng người đồng đội Serhiy Kryvtsov (cũng ký với Shakhtar bản hợp đồng năm năm). Anh có trận ra mắt cho câu lạc bộ trong trận thắng 7–1 ở Siêu cúp Ukraina trước Tavriya Simferopol, anh vào sân từ ghế dự bị. Đây là danh hiệu đầu tiên của anh cùng câu lạc bộ mới. Anh ghi bàn thắng đầu tiên cho đội vào ngày 23 tháng 11 năm 2010 trong trận thắng 3–0 ở vòng bảng Champions League trước Partizan Belgrade. Anh có 20 lần ra sân cho Shakhtar ở mùa giải đầu tiên, gồm 15 trận ra sân ở giải vô địch quốc gia và ghi một thắng. Anh giúp Shakhtar đoạt cú ăn ba khi vô địch giải Ngoại hạng Ukraina, Siêu cúp Ukraina và Cúp quốc gia Ukraina.

#### 2011–12
Ở mùa giải thứ hai gắn bó với câu lạc bộ, Taras có 12 trận ra sân, chín trận ở giải quốc gia và ba trận ở các giải đấu cúp. Anh vào sân ở phút thứ 109 trong trận thắng 2–1 của Shakhtar ở hiệp phụ trước Metalurh Donetsk ở trận chung kết Cúp quốc gia Ukraina. Shakhtar cũng giành thêm được một danh hiệu vô địch Ngoại hạng Ukraina nữa.

#### 2012–13
Taras thi đấu trọn 90 phút trong chiến thắng 2–0 của Shakhtar trước Metalurh Donetsk tại Siêu Cúp Ukraina, anh lĩnh thẻ vàng ở phút thứ 60. Ngày 6 tháng 8 năm 2012, anh kiến tạo cho Henrikh Mkhitaryan ghi bàn thứ hai trong trận thắng 4–0 ở giải Ngoại hạng Ukraina trước Volyn Lutsk. Anh kiến tạo cho Oleksandr Kucher ghi bàn đầu tiên trong trận thắng 3–1 trước FC Dynamo Kyiv vào ngày 2 tháng 9. Ngày 28 tháng 9, anh lĩnh thẻ đỏ ở phút thứ 89 sau khi phải nhận thẻ vàng thứ hai ở trận đấu với Dnipro Dnipropetrovsk, tuy nhiên điều này không ảnh hưởng đến Shakhtar khi đội thắng chung cuộc 2–1. Ngày 19 tháng 10, anh kiến tạo cho Dmytro Chyhrynskyi ghi bàn quyết định trong trận thắng trước 2–1 với Illichivets Mariupol.

#### Mối thù với Yarmolenko
Trong một trận đấu vào tháng 10 năm 2015, Andriy Yarmolenko thực hiện một pha phạm lỗi nguy hiểm, suýt nữa làm gãy chân của Stepanenko. Hai cầu thủ làm hòa sau trận đấu và đổi áo, nhưng sau đó Yarmolenko ném áo của Stepanenko xuống đất khi anh đang cảm ơn cổ động viên của Dynamo Kyiv. Ở trận derby của Shakhtar-Dynamo vào tháng 4 năm 2016, sau khi Shakhtar thắng 3–0, Stepanenko đến trước mắt cổ động viên Dynamo và hôn huy hiệu của anh. Ở một lần ẩu đả vượt ngoài kiểm soát, Yarmolenko đá và đánh Stepanenko ngã xuống sân. Sau vụ ẩu đả, ba thẻ đỏ được trọng tài rút ra, gồm thẻ đỏ trực tiếp cho Yarmolenko và Oleksandr Kucher, cùng tấm thẻ vàng thứ hai cho Stepanenko.

#### 2023–24
Ngày 26 tháng 9 năm 2023, Stepanenko có trận thứ 400 thi đấu cho Shakhtar Donetsk với trận đấu thuộc vòng 16 đội ở Cúp quốc gia Ukraina chạm trán Veres Rivne.
Ngày 20 tháng 1 năm 2024, Stepanenko gia hạn hợp đồng với Shakhtar Donetsk tới mùa hè năm 2025.

## Sự nghiệp quốc tế

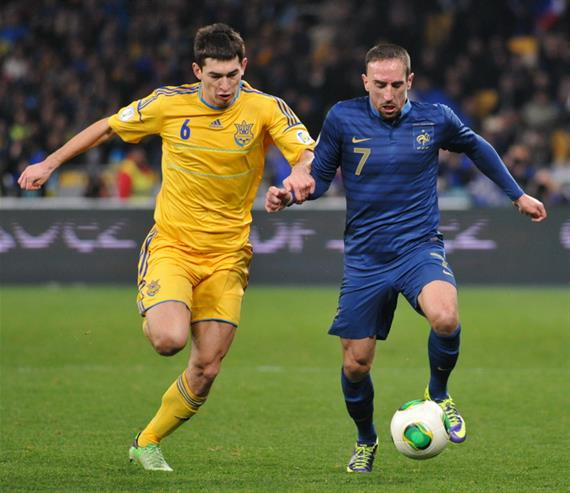
Stepanenko tranh bóng với Franck Ribéry

Stepanenko là thủ quân của đội tuyển bóng đá U-21 quốc gia Ukraina. Anh đã ra sân bốn lần cho đội U-19 Ukraina, 22 trận cho đội U-21 (ghi một bàn thắng) và có năm trận đá cho tuyển quốc gia. Ngày 17 tháng 11 năm 2010, anh có trận ra mắt tuyển quốc gia ở trận hòa 2–2 trước Thụy Sĩ trong một trận giao hữu, anh vào sân ở phút thứ 65 từ ghế dự bị thay cho Taras Mykhalyk. Trận đá chính đầu tiên của anh diễn ra vào ngày 8 tháng 2 năm 2011 ở trận hòa 2–2 trước Romania. Anh có thêm một lần ra sân nữa vào ngày hôm sau ở trận hòa 1–1 trước Thụy Điển. Stepanenko thi đấu ở trận thua 2–0 trước Ý vào ngày 29 tháng 3 năm 2011. Ngày 15 tháng 8 năm 2012, anh vào sân từ ghế dự bị ở phút thứ 72, thay cho đồng đội ở Shakhtar Donetsk là Marko Dević trong trận hòa 0–0 với Cộng hòa Séc. Ngày 26 tháng 3 năm 2013, Stepanenko nhận phải thẻ đỏ vì lỗi cao chân với Vitaliy Bordiyan ở trận vòng loại giải vô địch thế giới gặp Moldova.
Stepanenko nằm trong đội hình Ukraina dự giải vô địch châu Âu 2016, anh có ba lần ra sân cho Ukraina và đội bóng kết thúc ở vị trí đáy bảng đấu mà không kiếm nổi điểm nào.

## Đời tư
Taras Stepanenko đã lên tiếng phản đối văn hóa xăm hình trong giới cầu thủ và lấy tín ngưỡng Cơ đốc giáo làm lý do cho hành động này. Anh còn là một tín đồ đọc sách, thể loại yêu thích của anh là tiểu sử về những vĩ nhân.

## Thống kê sự nghiệp

### Câu lạc bộ
Tính đến trận đấu vào ngày 17 tháng 6 năm 2024
| Câu lạc bộ            | Mùa giải            | Giải quốc gia           | Giải quốc gia | Giải quốc gia | Cúp     | Cúp       | Cúp châu Âu | Cúp châu Âu | Khác    | Khác      | Tổng cộng | Tổng cộng |
| Câu lạc bộ            | Mùa giải            | Hạng đấu                | Số trận       | Bàn thắng     | Số trận | Bàn thắng | Số trận     | Bàn thắng   | Số trận | Bàn thắng | Số trận   | Bàn thắng |
| --------------------- | ------------------- | ----------------------- | ------------- | ------------- | ------- | --------- | ----------- | ----------- | ------- | --------- | --------- | --------- |
| Metalurh Zaporizhzhia | 2006–07             | Giải Ngoại hạng Ukraina | 12            | 0             | 0       | 0         | 0           | 0           | 0       | 0         | 12        | 0         |
| Metalurh Zaporizhzhia | 2007–08             | Giải Ngoại hạng Ukraina | 23            | 1             | 1       | 0         | 0           | 0           | 0       | 0         | 24        | 1         |
| Metalurh Zaporizhzhia | 2008–09             | Giải Ngoại hạng Ukraina | 29            | 0             | 1       | 0         | 0           | 0           | 0       | 0         | 30        | 0         |
| Metalurh Zaporizhzhia | 2009–10             | Giải Ngoại hạng Ukraina | 17            | 0             | 0       | 0         | 0           | 0           | 0       | 0         | 17        | 0         |
| Metalurh Zaporizhzhia | Tổng cộng           | Tổng cộng               | 81            | 1             | 2       | 0         | 0           | 0           | 0       | 0         | 83        | 1         |
| Shakhtar Donetsk      | 2010–11             | Giải Ngoại hạng Ukraina | 15            | 0             | 2       | 0         | 2           | 1           | 1       | 0         | 20        | 1         |
| Shakhtar Donetsk      | 2011–12             | Giải Ngoại hạng Ukraina | 9             | 0             | 3       | 0         | 0           | 0           | 0       | 0         | 12        | 0         |
| Shakhtar Donetsk      | 2012–13             | Giải Ngoại hạng Ukraina | 18            | 0             | 3       | 0         | 3           | 0           | 1       | 0         | 25        | 0         |
| Shakhtar Donetsk      | 2013–14             | Giải Ngoại hạng Ukraina | 18            | 2             | 4       | 0         | 4           | 0           | 1       | 0         | 27        | 2         |
| Shakhtar Donetsk      | 2014–15             | Giải Ngoại hạng Ukraina | 22            | 4             | 5       | 0         | 7           | 1           | 1       | 0         | 35        | 5         |
| Shakhtar Donetsk      | 2015–16             | Giải Ngoại hạng Ukraina | 18            | 2             | 5       | 0         | 16          | 1           | 1       | 0         | 40        | 3         |
| Shakhtar Donetsk      | 2016–17             | Giải Ngoại hạng Ukraina | 27            | 1             | 3       | 1         | 10          | 2           | 1       | 0         | 41        | 4         |
| Shakhtar Donetsk      | 2017–18             | Giải Ngoại hạng Ukraina | 26            | 0             | 3       | 0         | 8           | 0           | 1       | 0         | 38        | 0         |
| Shakhtar Donetsk      | 2018–19             | Giải Ngoại hạng Ukraina | 26            | 4             | 2       | 0         | 7           | 0           | 1       | 0         | 36        | 4         |
| Shakhtar Donetsk      | 2019–20             | Giải Ngoại hạng Ukraina | 24            | 1             | 1       | 1         | 11          | 1           | 1       | 0         | 37        | 3         |
| Shakhtar Donetsk      | 2020–21             | Giải Ngoại hạng Ukraina | 18            | 2             | 0       | 0         | 5           | 0           | 1       | 0         | 24        | 2         |
| Shakhtar Donetsk      | 2021–22             | Giải Ngoại hạng Ukraina | 13            | 2             | 0       | 0         | 8           | 0           | 1       | 0         | 22        | 2         |
| Shakhtar Donetsk      | 2022–23             | Giải Ngoại hạng Ukraina | 26            | 3             | 0       | 0         | 10          | 0           | 0       | 0         | 36        | 3         |
| Shakhtar Donetsk      | 2023–24             | Giải Ngoại hạng Ukraina | 20            | 0             | 3       | 0         | 8           | 0           | 0       | 0         | 31        | 0         |
| Shakhtar Donetsk      | Tổng cộng           | Tổng cộng               | 280           | 21            | 34      | 2         | 99          | 6           | 11      | 0         | 424       | 29        |
| Tổng cộng sự nghiệp   | Tổng cộng sự nghiệp | Tổng cộng sự nghiệp     | 361           | 22            | 36      | 2         | 99          | 6           | 11      | 0         | 507       | 30        |

### Đội tuyển
Tính đến trận đấu vào ngày 26 tháng 6 năm 2024
| Tuyển quốc gia | Năm       | Số trận | Bàn thắng |
| -------------- | --------- | ------- | --------- |
| Ukraina        | 2010      | 1       | 0         |
| Ukraina        | 2011      | 3       | 0         |
| Ukraina        | 2012      | 2       | 0         |
| Ukraina        | 2013      | 7       | 0         |
| Ukraina        | 2014      | 5       | 1         |
| Ukraina        | 2015      | 7       | 0         |
| Ukraina        | 2016      | 11      | 2         |
| Ukraina        | 2017      | 7       | 0         |
| Ukraina        | 2018      | 8       | 0         |
| Ukraina        | 2019      | 6       | 0         |
| Ukraina        | 2020      | 2       | 0         |
| Ukraina        | 2021      | 10      | 1         |
| Ukraina        | 2022      | 4       | 0         |
| Ukraina        | 2023      | 8       | 0         |
| Ukraina        | 2024      | 4       | 0         |
| Tổng cộng      | Tổng cộng | 85      | 4         |

Tỉ số và kết quả liệt kê bàn thắng của Ukraina trước, cột tỉ số hiển thị tỉ số sau mỗi bàn thắng của Stepanenko.
| # | Ngày                 | Nơi tổ chức                                      | Đối thủ  | Tỉ số | Kết quả | Giải đấu |
| - | -------------------- | ------------------------------------------------ | -------- | ----- | ------- | -------- |
| 1 | 22 tháng 5 năm 2014  | Sân vận động V. Lobanovskyi, Kyiv, Ukraina       | Niger    | 2–1   | 2–1     | Giao hữu |
| 2 | 24 tháng 3 năm 2016  | Sân vận động Chornomorets, Odesa, Ukraina        | Síp      | 1–0   | 1–0     | Giao hữu |
| 3 | 3 tháng 6 năm 2016   | Sân vận động Atleti Azzurri d'Italia, Bergamo, Ý | Albania  | 1–0   | 3–1     | Giao hữu |
| 4 | 11 tháng 11 năm 2021 | Sân vận động Chornomorets, Odesa, Ukraina        | Bulgaria | 1–1   | 1–1     | Giao hữu |

## Danh hiệu
Shakhtar Donetsk
- Giải bóng đá Ngoại hạng Ukraina (11): 2010–11, 2011–12, 2012–13, 2013–14, 2016–17, 2017–18, 2018–19, 2019–20, 2021–22, 2022–23, 2023–24
- Cúp bóng đá Ukraina (8): 2010–11, 2011–12, 2012–13, 2015–16, 2016–17, 2017–18, 2018–19, 2023–24
- Siêu cúp bóng dá Ukraina (7): 2010, 2012, 2013, 2014, 2015, 2017, 2021